# 苻健
苻 健（ふ けん）は、五胡十六国時代の前秦の初代皇帝。

## 略歴
350年3月に父の苻洪が、軍師である麻秋に毒殺されると、苻健は麻秋を誅殺して、即位した。即位後は甥の苻堅を龍驤将軍とした。
また三秦王の称号を廃して漢族の支持を得るために東晋に帰属する態度を示し西進して、8月に入関して当時長安にいた関中の豪族杜洪を破り、351年1月に国号を大秦と定めて長安で天王・大単于に即位し、皇始と建元した。
4月に漢中から攻め込んだ東晋を退けた。352年1月には皇帝を自称し、太子の苻萇（献哀太子）を大単于とした。4月に許昌で東晋に背き洛陽を占拠した張遇を援け豫州刺史にした。353年に東晋の殷浩の策謀により甥の苻黄眉は洛陽から西奔した。354年2月には東晋の桓温の北伐を受け、漢族の離反や太子苻萇を失うなどしたが、6月に撃退した。この勝利で前秦は関中全域に勢力を拡大、支配体制を確立した。また内政では豊陽に関市（交易場）を設置して東晋との通商活動を行ない、重商主義による経済力の短期間回復を行なった。
晩年は病身で政務が執れなくなり、亡き太子の弟である三男の苻生を立太子し、朝政に当たらせた。この状況下で、甥の平昌王苻菁が自立を画策し兵を率いて東宮に侵入して、苻生を弑することを試みるが失敗し、逆に苻菁は殺害されてしまった。
355年6月、苻健が病没した。享年は39。その後、太子の苻生が即位して継承した。

### 引用元
1. ↑  『晋書』「巻一百一十二　載記第十二」。
2. ↑  『十六国春秋』「巻四　前秦録」。
3. 1 2 3 4 5 6 7  三崎『五胡十六国、中国史上の民族大移動』、P90